# Keith Robinson
Keith Robinson (ur. 17 stycznia 1976) – amerykański aktor i wokalista.

## Wczesne życie
Robinson urodził się w Kentucky, dorastał w Auguście w Georgii, a później przeprowadził się do Atlanty. Podczas studiów na University of Georgia Robinson podpisał kontrakt z Motown Records, jednak wytwórnia nigdy nie wydała jego materiału.

## Kariera
Robinson przeprowadził się do Los Angeles po ukończeniu studiów i zajął się aktorstwem. Zaczął rolą w serialu Power Rangers Lightspeed Rescue, a po tym pojawił się w filmach Gruby Albert, This Christmas oraz Mimic: Sentinel. Robinson wystąpił również w serialach: American Dreams, Detektyw Monk, a także Odległy front.
Przełom w karierze Robinsona nastąpił z rolą C.C. White’a w musicalu Dreamgirls. Wraz z kilkoma członkami obsady wykonał utwór „Patience” podczas 79. ceremonii wręczenia Oscarów.
Robinson i Obba Babatundé (który zagrał C.C. White’a w broadwayowskim oryginale Dreamgirls) występowali wspólnie w serialu Half & Half.
W 2008 roku Keith wcielił się w rolę Chestera Fieldsa w serialu Na granicy prawa.

## Dyskografia
- 1989: Perfect Love
- 1997: Peaceful Flight
- 2002: The Stages of Our Love

## Filmografia

### Film
- When We Were Kings (1996)
- Mau Mau Sex Sex (2000)
- Mimic: Sentinel (2003)
- Gruby Albert (2004)
- The Reading Room (2005) (film telewizyjny)
- Dreamgirls (2006)
- This Christmas (2007)
- Foundation (2010)
- Dear John (2010)

### Telewizja
- Power Rangers Lightspeed Rescue (2000)
- Ostry dyżur (2001) (3 odcinki)
- American Dreams (2002-2005)
- Detektyw Monk (2002-2009)
- Half & Half (2002-2006)
- Odległy front (2005)
- Na granicy prawa (2008)